# Svea flygplats
Svea flygplats (norska: Svea lufthavn) är en av Store Norske Spitsbergen Kulkompani A/S ägd kortbaneflygplats vid Svea i Svalbard.